# Klášťov
Klášťov (moravsky Kláščov)  je nejvyšší vrchol Vizovické vrchoviny (753 m n. m.) v poloze s pomístním názvem „Zámčisko“. Leží na k. ú. Vysoké Pole a Bratřejov v okrese Zlín. Z jižní strany vrcholu je nádherný výhled. Hradiště Klášťov je od roku 1958 evidovanou kulturní památkou. Areálem Klášťova vede od roku 2008 naučný okruh dr. Jiřího Kohoutka. Hora je opředena četnými legendami.

## Popis
Vrcholové partii Klášťova dominuje skalisko Čertův kámen na nejvyšším bodě a studánka pod vrcholem. Po celém obvodu hradiska je patrný kamenný val, který na jižní straně neuzavírá prostor docela, ale podbíhá a přesahuje opačný konec valu a tvoří tak jakousi bránu krytou z boku oběma konci valů.
Val má dodnes výšku přibližně jednoho metru, v severovýchodní části dosahuje výšky až tří metrů, zatímco v jihovýchodní části se ztrácí úplně. Obepíná plochu asi 2,1 ha ve tvaru trojúhelníka se zaoblenými vrcholy a s mírně zaoblenými stranami.
Na jihovýchodní straně areálu jsou pozůstatky uměle vytvořené kamenné terasy s prohlubní nejasné funkce, jednu dobu považované za cisternu. Na terase se totiž nachází i několik dalších zahloubení. Terasy upravené kamenným dlážděním jsou v areálu hradiska celkem dvě.

## Historie
Opevněné sídlo vzniklo na Klášťově zároveň s prvním intenzivnějším osídlením této hornaté části jihovýchodní Moravy v pozdní době bronzové, na prahu 1. tisíciletí př. Kr. Již tehdy bylo obehnáno mohutnou hradbou s čelní kamennou zdí a dřevohlinitým tělesem, širokým přes 3 metry.
Další lidské aktivity jsou odtud zaznamenány z období raného středověku (éra Velkomoravské říše). Klášťov byl nejvýše položeným velkomoravským hradištěm.

## Lidové pověsti
Podle pověstí tu prý kdysi stával dřevěný hrad. Poslední bezdětný majitel měl údajně svůj majetek zakopat do země. Místní lidé se pak bezúspěšně pokoušeli poklad ze země vyzvednout. Poklad byl však střežen hady a štíry ukrytými v trouchnivějících troskách hradu. Poklad v noci „vartovali“ též černí psi se svítícíma očima a zdivočelý býk. Ani později se na Klášťov místní lidé příliš neodvažovali, neboť na Klášťově našel úkryt černokněžník, který tu žil osamoceně jako poustevník. Černokněžník byl celkem neškodný, pouze jeho zlatý „čagan“ zavěšený na vysoké jedli způsobil náhodnému poutníkovi ztrátu orientace.
O skupině kamenů na vrcholu Klášťova odedávna vypráví lidová pověst, že kameny tam donesl čert. Na jednom z nich je údajně otisk čertova ramene, hlavy a dokonce i kopyta.
Na nedalekém návrší směrem k Pozděchovu zvaném Smolný vrch stával údajně zámek s jezírkem, do kterého byli pochováváni velcí hříšníci, aby nestrašívali na běžných hřbitovech.
Pověsti o tajemném Klášťově se samozřejmě dostaly i do sbírek pátera Františka Müllera, které v Pověstech z Vizovických hor převyprávěla Eva Eliášová.

## Historie výzkumu
První ne příliš přesný popis lokality pochází z pera J. Kučery již v roce 1890 (ČVSMO VII). O dva roky později v roce 1892 se o lokalitě zmiňoval E. Peck (Okresní hejtmanství holešovské, 107), ovšem ve formě lidových pověstí.
Přesnější popis lokality podal Inocenc Ladislav Červinka v roce 1928 (Slované na Moravě a říše Velkomoravská, s. 91), který lokalitu interpretoval jako velkomoravské útočištné hradisko. Nalezl zde několik kamenných žernovů (které jsou uložené zřejmě v muzeu ve Valašských Kloboukách). Později se pod vlivem Emanuela Šimka přiklonil k názoru, že by se mohlo jednat o keltské hradiště. Tento chybný názor však nebyl potvrzen ani při pozdějších archeologických výzkumech. (Přesto po nějakou dobu figuroval v povědomí širší laické veřejnosti a dokonce i v některých turistických informačních materiálech.)
V roce 1968 vytvořil archeolog zlínského muzea Vít Dohnal nákres hradiska a provedl zde menší sondáž na ploše 1,5 x 2 m, kde v půlmetrové hloubce narazil na deset keramických zlomků, z nichž jeden pocházel skutečně z doby velkomoravské a zbytek patřil slezskoplatěnické fázi kultury lidu popelnicových polí z doby prvního osídlení hradiska.
V roce 1981 zde provedl archeolog PhDr. Jiří Kohoutek povrchový průzkum spojený s mikrosondážemi a získal obdobný počet keramických zlomků většinou z doby halštatské, ale i několik z doby slovanského osídlení doby velkomoravské (střední doby hradištní).
V roce 1982 na Klášťově Jindra Nekvasil z Archeologického ústavu ČSAV v Brně našel ve vývratu padlého stromu část nádoby z období kultury lidu popelnicových polí doby halštatské.
Na základě dosavadního stavu bádání však i u dr. Kohoutka stále ještě převládal názor, že lokalita byla využívána spíše až v mladší době hradištní, i když možnost dřívějšího slovanského osídlení dr. Kohoutek nevylučoval. Do té doby však chybělo více důkazů. Osídlení střední doby hradištní se nepovažovalo za dostatečně spolehlivě prokázané. Názory na stáří lokality tak stále kolísaly mezi střední a mladší dobou hradištní.
Novodobá rozsáhlejší výzkumná akce této tajemné hory, podnícená amatérským nálezem z roku 2003, proběhla v květnu 2005 na popud starosty obce Vysoké Pole Josefa Zichy, v jejímž katastru lokalita leží. Ve dnech 8.–11. května geodeti Ústavu archeologické památkové péče Brno nově zaměřili lokalitu a ve dnech 23.–27. května archeolog PhDr. Jiří Kohoutek provedl několik zjišťovacích sond menšího rozsahu v jihovýchodní části hradiska. Na to, že tato lokalita není příliš dobře dostupná, byly objevy značně překvapivé, šokující zejména množstvím hromadných skladů – tzv. depotů. Pozoruhodný byl dosud nevídaný depot v podobě 51 předmětů ukrytých pod žernovem. Z dalšího výzkumu bylo získáno dalších více než 100 železných předmětů, nástrojů, zbraní i ozdob z doby halštatské (např. součásti výbavy jezdecké bojovnické družiny), dále předměty charakteristické pro dobu velkomoravskou. Nechyběly ani kousky velkomoravské keramiky, zdobené charakteristickou vlnicí. Tím bylo definitivně potvrzeno velkomoravské osídlení lokality.
Archeolog dr. Kohoutek se domníval, že Moravané tuto lokalitu využívali jako kultovní místo a železné předměty představovaly oběť bohům. Ve vzdálenosti cca 20 km jihozápadně od Klášťova se totiž vyskytuje několik slovanských pohřebních mohyl zhruba na čáře Luhačovice – les Obora, Rudimov – trať Kamenná, Bojkovice – trať Hradská. Podle dr. Jiřího Kohoutka by mohlo jít o první kultovní místo starých Slovanů na území Moravy a Čech z období před nástupem křesťanství. Podle jeho názoru hora mohla mít významný sakrální účel, předpokládal, že byla zasvěcena bohu hromu, bouře a ohně, což by měl být Perun. Kultiště však nalezeno nebylo. V pozdějších tradicích údajně neměla hora nejlepší pověst. Podle názoru dr. Kohoutka se církev snažila potlačit staré pohanské kulty, a tak horu zasvětila ďáblu. Tak zdůvodnil existenci četných pověstí o výskytu čertů a dalších nadpřirozených temných sil, podle nichž není radno Klášťov navštěvovat v kteroukoliv denní nebo noční dobu.
Vzhledem k tomu, že pohanští předkové obětovali část úrody nebo úlovku jako úlitbu, nikdy ne všechno a už vůbec ne výrobní prostředky, prozaičtější a pravděpodobnější variantou se jeví využití hradiska coby ideální zásobárny materiálu k obchodním účelům nebo jako vhodného úkrytu na tu dobu cenných předmětů v době nebezpečí, jak o tom svědčí způsob uložení železných nástrojů a suroviny - překrytí plochým předmětem, např. žernovem, plochým kamenem nebo mělkou mísou. Na Slavičínsku, Bojkovicku a Luhačovicku se totiž vyskytovala naleziště poměrně chudé železné rudy – pelosideritu, tato oblast byla i oblastí severní větve obchodního spojení Pomoraví s Povážím. Nedaleko Klášťova směrem na severozád v trati Padělky u Chrastěšova byly objeveny středohradištní objekty patrně výrobního charakteru, související s úpravou železné rudy nebo jejím následným zpracováním.
Na základě překvapivých nálezů byla o rok později provedena další důkladnější sondáž v roce 2006. Bylo dokončeno geodetické zaměření lokality pracovníky z ÚAPP Brno. Vlastní sondážní výzkum proběhl ve dnech 5. 6. až 17. 9. Celkově i s depotem z předchozího roku dosáhl počet celkově nalezených železných předmětů na Klášťově v roce 2006 počtu přes 400 kusů jednotlivých exemplářů.
Druhá etapa zjišťovacího výzkumu, zaměřená na dokončení sondáží, pokračovala ve vnitřním areálu hradiska v průběhu června až srpna 2007. Byly objeveny 4 nové depoty, největší z nich obsahoval 40 železných předmětů, mezi nimiž byly většinou zastoupeny zemědělské i jiné druhy nástrojů. Celkový počet depotů dosáhl desítky a počet jednotlivých železných předmětů přesáhl v roce 2007 již 700 exemplářů.
V započaté práci dr. Kohoutka pokračuje PhDr. RNDr. Jana Langová a Ivan Čižmář, který nalezl dalších asi 300 nejrůznějších kovových předmětů. Preventivním archeologickým průzkumem hradiska Klášťov v roce 2009 se podařilo vyzvednout a geodeticky zaměřit přes 200 železných předmětů ze středohradištního období. Byly vyzvednuty také starší předměty ze slezské fáze lužické kultury popelnicových polí.
Jedinečné archeologické objevy z doby starých Slovanů jsou tedy zastoupeny téměř tisícovkou železných předmětů zahrnujících nejrůznější typy nástrojů či součásti výstroje jezdce a koně, především však nález celkově více než deseti depotů, obsahujících často unikátní výrobky ze železa (koňská udidla, třmeny tauzované stříbrem, sekerovité hřivny používané jako platidla, sekery včetně bradatic, kosy, radlice, ostruhy, pily, hroty oštěpů, hroty šípů, klíče, zlomky petlic, kování vědérek a věder, závěsná kování, ocílky, krojidla, vrtáky, kladivo, kovářské kleště, klín či průbojník, motyka, osníky, nože, srpy, zlomek čepele nějaké zbraně, snad meče, výhňové lopatky, misky slezského typu v neobvykle velkém množství 34 ks, překvapivý byl také nález 90 cm dlouhé obouruční pily a kosy), olověné přesleny, pozoruhodný je též nález olověného ingotu. To vše představuje největší soubor depotů z doby velkomoravské, který se kdy našel na území Moravy, Čech, Slovenska i okolních zemí. Zajímavostí je i nález kamene svoru s čočkami polodrahokamů, pocházející z Jesenicka.
Převážná většina nálezů je podle archeologa dr. Jiřího Kohoutka datována od konce osmého do zhruba poloviny 9. století.
Z doby halštatské je to amfora, zdobená na tuhovaném povrchu charakteristickým žlábkováním.
Tyto svého druhu výjimečné nálezy zařadily tento valašský kopec mezi nejvýznamnější, ale zároveň i poněkud nejasné lokality spojené s velkomoravským obdobím v celém středoevropském prostoru. Převratné výsledky výzkumů posledních let tak přinesly zcela nové a závažné poznatky o historii jižního Valašska v rámci širšího kontextu východní Moravy. Proto se lokalita i s jejími nálezy oprávněně stala objektem zvýšené pozornosti sdělovacích prostředků.
Archeologický průzkum zatím nenarazil na známky obytných stavení ani na pohřebiště či jednotlivé hroby, není tedy jasné, zda lokalita sloužila jako obydlený prostor nebo pouze k rituálním nebo skladovacím účelům či jako pouhé útočiště v době nebezpečí vojenského napadení nepřítelem. Slovanské osady s pohřebišti ale s určitostí existovaly v nezanedbatelném množství zejména na jižní straně od hřebene Vizovických vrchů na Slavičínsku (Lipová, Nevšová, Rudimov). Totéž se týká i sídlišť nebo pohřebišť období pozdní doby bronzové a počátku doby železné jihozápadně od Klášťova (Sehradice, Slopné), jižně od Klášťova (Vlachovice, Štítná nad Vláří) nebo jihovýchodně od Klášťova (Tichov, o kus dále pak Sidonie).

### Jiné zdroje
- Přednášky RNDr. PhDr. Jany Langové v Muzeu jihovýchodní Moravy ve Zlíně ve dnech 6. 10. a 3. 11. 2010.
- Výstava Klášťov – hora čarodějů, Muzeum jihovýchodní Moravy Zlín, 9. 9. až 21. 11. 2010.